# Чередо (Верона)
Чередо је насеље у Италији у округу Верона, региону Венето.
Према процени из 2011. у насељу је живело 217 становника. Насеље се налази на надморској висини од 813 м.